# Schwebebahnstation Werther Brücke
| Werther Brücke     | Werther Brücke |
| ------------------ | -------------- |
|                    |                |
| Eröffnung:         | 27. Juni 1903  |
| Neubau:            | 2013           |
| Stadtteil:         | Barmen         |
| Lage:              | Wasserstrecke  |
| Anschrift:         | Höhne 110      |
| Stationsnummer:    | 18             |
| Streckenkilometer: | 12,0           |
| Stützen:           | 425–426        |

Die Schwebebahnstation Werther Brücke, ursprünglich Wertherbrücke geschrieben, ist eine Station der Wuppertaler Schwebebahn im Stadtbezirk Barmen der Stadt Wuppertal. Sie liegt auf der Wasserstrecke zwischen den Schwebebahnstationen Alter Markt (Richtung Vohwinkel) und Wupperfeld (Richtung Oberbarmen).
Im Zuge der Schwebebahnmodernisierung wurde die Station 2013 komplett neu errichtet.

## Lage und Geschichte

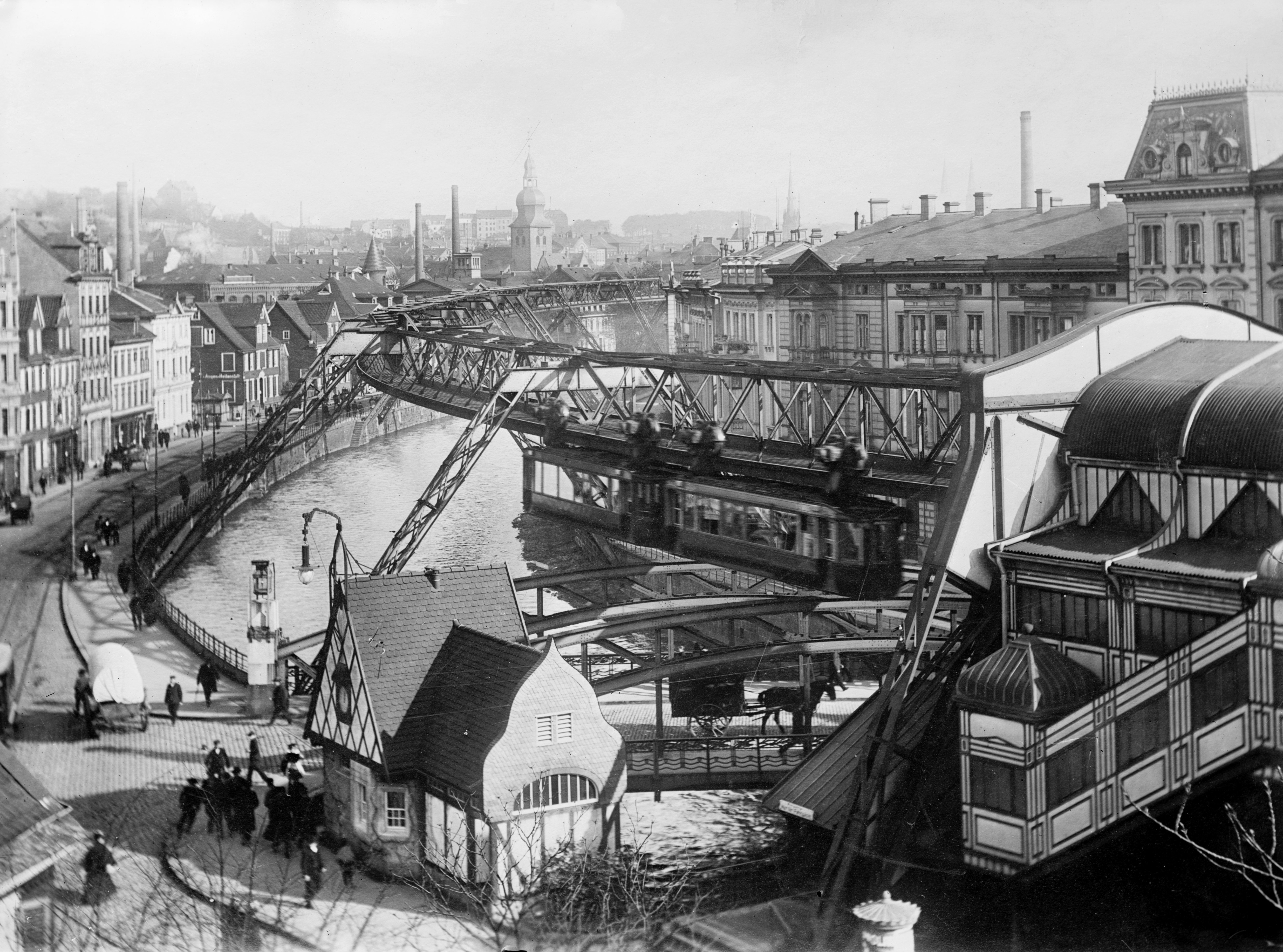
Alte Station (1913)

Die Haltestelle Werther Brücke befindet sich in Barmen am Ostende des Werths bzw. der Barmer Innenstadt, an der namensgebenden Werther Brücke.
Die alte Station stammte noch aus der Ursprungszeit und wurde als schönste der verbliebenen Vorkriegs-Stationen beschrieben, da sie als einzige noch deutlich sichtbare Jugendstil-Elemente besaß. 1984 wurde sie restauriert und erhielt, in Zusammenarbeit mit der Wuppertaler Künstlerin Anneliese Reckewitz-Epple, die ursprüngliche Farbgebung zurück.
Bereits im Februar 2011 begannen Vorbereitungen zur Erneuerung der Station. Ende 2012 wurde sie demontiert und bis zum 12. August 2013 durch viele Beteiligte unter der Leitung der WSW mobil formidentisch wiederaufgebaut. Am 19. August 2013 wurde die Station offiziell von Oberbürgermeister Peter Jung und dem Vorsitzenden der WSW-Geschäftsführung Andreas Feicht eröffnet. Am Werther Brunnen wurde die Eröffnung durch die WSW, der Immobilien-Standort-Gemeinschaft (ISG) Barmen-Werth und Einwohnern von Wuppertal gefeiert und es wurde zu kostenlosen Fahrten mit dem Kaiserwagen eingeladen. Am 20. Januar 2014 wurde eine neue LED-Außenbeleuchtung von den WSW vorgestellt.

## Schwebebahn
| Linie | Verlauf | Takt    |
| ----- | --- | ------- |
| 60    | Vohwinkel Schwebebahn – Bruch – Hammerstein – Sonnborner Straße – Zoo/Stadion – Varresbecker Straße – Westende – Pestalozzistraße – Robert-Daum-Platz – Ohligsmühle/Stadthalle – Hauptbahnhof – Kluse – Landgericht – Völklinger Straße – Loher Brücke – Adlerbrücke – Alter Markt – Werther Brücke – Wupperfeld – Oberbarmen Bf | 3–5 min |

## Umsteigemöglichkeit
| Linie | Verlauf | Takt                                             |
| ----- | --- | ------------------------------------------------ |
| 332   | W-Barmen, Bahnhof – W-Barmen, Werther Brücke – W-Wichlinghausen, Markt – Sprockhövel – Sprockhövel, Niedersprockhövel – Hattingen, Mitte | 60 min                                           |
| 608   | (W-Barmen Bahnhof –) W-Barmen, Alter Markt – W-Barmen, Werther Brücke – W-Oberbarmen Bahnhof – W-Langerfeld, Dieselstraße Schleife (– Schwelm Bahnhof – Ennepetal, Busbahnhof)                                                                                                 | (30 min) 10–30 min (30 min) (So 30 min (60 min)) |
| 624   | W-Barmen Bahnhof – W-Barmen, Werther Brücke – W-Wichlinghausen Markt – W-Wichlinghausen, Sternenberg | 20 min (NVZ, Sa+So 30 min)                       |
| 640   | W-Barmen, Clausenhof – W-Barmen Bahnhof – W-Barmen, Werther Brücke – W-Barmen, Heidter Berg – W-Ronsdorf, Parkstraße – W-Ronsdorf, Am Stadtbahnhof – W-Ronsdorf, Echoer Straße                                                                                                 | 20 min (NVZ, Sa+So 30 min)                       |
| NE4   | W-Elberfeld, Hauptbahnhof – W-Elberfeld, Am Engelnberg – W-Barmen, Alter Markt – W-Barmen, Werther Brücke – W-Wichlinghausen Markt – W-Wichlinghausen, Sternenberg – W-Barmen, Werther Brücke – W-Barmen, Alter Markt – W-Elberfeld, Am Engelnberg – W-Elberfeld, Hauptbahnhof | 60 min (nur Sa–So Nacht)                         |
| NE5   | W-Elberfeld, Hauptbahnhof – W-Unterbarmen, Friedhof – W-Barmen – W-Heckinghausen – W-Langerfeld, Markt – W-Nächstebreck – W-Oberbarmen Bahnhof – W-Barmen, Werther Brücke – W-Barmen Bahnhof – W-Elberfeld, Hauptbahnhof                                                       | 60 min (nur Sa–So Nacht)                         |
| NE8   | W-Barmen Bahnhof – W-Barmen, Werther Brücke – W-Oberbarmen Bahnhof – W-Beyenburg Mitte – W-Beyenburg, Grünental – W-Oberbarmen Bahnhof – W-Barmen, Werther Brücke – W-Barmen Bahnhof                                                                                           | eine Fahrt pro Tag (nur Sa–So Nacht)             |